# NGC 6326
NGC 6326 ist ein planetarischer Nebel im Sternbild Altar am Südsternhimmel. Er ist schätzungsweise 11.000 Lichtjahre vom Sonnensystem entfernt.
Das Objekt wurde im Jahr 1826 von dem Astronomen James Dunlop entdeckt.